# Launi Meili
Launi Kay Meili (Spokane, 4 giugno 1963) è un'ex tiratrice a segno statunitense.

## Palmarès

### Olimpiadi
- 1 medaglia:
  - 1 oro (Barcellona 1992 nella carabina 50 metri tre posizioni)